# Ingrid Tanqueray
Ingrid Frédérique Tanqueray (Caen, 25 agosto 1988) è una cestista francese.

## Carriera
Con la Francia ha disputato Campionati mondiali del 2014.